# Aero A.100
L'Aero A.100 era un avió de reconeixement i bombardeig construït a Txecoslovàquia durant els anys trenta. L'últim aparell de la família A.11 fou utilitzat en la Segona Guerra Mundial i el rearmament txecoslovac que hi seguí.

## Disseny i desenvolupament
Al voltant de 1932 la força aèria txecoslovaca començà a pensar en un reemplaçament dels antiquats aparells tipus A.11, Ap.32 i Š.16. En resposta a aquesta demanda, Aero inicià un projecte d'actualització de l'aeronau A.430 que prompte es convertí en un disseny propi a causa de la quantitat de modificacions introduïdes. No obstant això l'aparell no era competitiu quedant obsolet abans del seu primer vol el 10 de setembre de l'any 1933.
Les autoritats txecoslovaques adquiriren 44 aparells entre 1933 i 1934 a la fí d'armar les esquadrilles 71 i 72 de 6é Regiment Aeri

## Històrial operacional
L'aparell va romandre actiu fins l'annexió alemanya de 1939 quan totes les unitats foren cedides a la Luftwaffe, que les utilitzà per entrenar nous pilots, especialment aquells destinats a servir a l'Estat Eslovac.
Una iteració d'aquest l'anomenat Aero A.101 fou adquirit per nacionals i republicans durant la Guerra Civil espanyola

## Especifications (A.100)

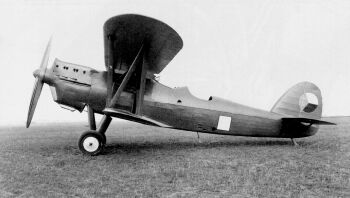
A.100 de perfil aterrat.

### Característiques generals
- Tripulació: 2.
- Longitud: 11,08 m.
- Amplària: 14,70 m.
- Altura: 3,6 m.
- Superfície alar: 44,3 m2.
- Pes buit: 2.040 kg.
- Pes màxim: 3.220 kg.
- Planta motriu: 1 Avia Vr.36 de 552 kW (740 cv).

### Rendiment
- Velocitat màxima: 270 km/h.
- Rang: 900 km.
- Sostre: 6.500 m.
- Ascens: 4,2 m/s.
- Càrrega alar: 73 kg/m2.
- Potència/pes: 170 W/kg.

### Armament
- Armes: 4 metralladores vz.30 (Česká zbrojovka Strakonice) de 7,92 mm, 2 de foc frontal i dos de foc defensiu.
- Bombes: 600 kg d'explosius.